# تامی سیباچ
تامی سیباچ (به انگلیسی: Tommy Seebach) (زاده ۱۴ سپتامبر ۱۹۴۹-درگذشته ۳۱ مارس ۲۰۰۳) خواننده دانمارکی بود.
او نماینده دانمارک در مسابقه آواز یوروویژن ۱۹۷۹، مسابقه آواز یوروویژن ۱۹۸۱، مسابقه آواز یوروویژن ۱۹۹۳ بود.